# Кызыл-Жар
«Кызыл-Жа́р» (каз. Қызылжар) — казахстанский профессиональный футбольный клуб из Петропавловска. Основан в 1968 году. Вице-чемпион Казахстана 1999, 2000, бронзовый призёр 2001, финалист Кубка Казахстана 2000. Победитель первой лиги 2019.

## Названия
| Годы      | Названия              |
| --------- | --------------------- |
| 1968—1969 | «Авангард»            |
| 1970—1978 | «Металлист»           |
| 1979—1990 | «Авангард»            |
| 1990—1992 | «Металлист»           |
| 1998      | «Есиль»               |
| 1999      | «Аксесс-Есиль»        |
| 2000      | «Аксесс-Голден Грейн» |
| 2001—2008 | «Есиль-Богатырь»      |
| 2009—2012 | «Кызылжар»            |
| 2013—н.в. | «Кызыл-Жар СК»        |

## История

### Советский период
В первенстве СССР выступал в низших лигах. Наилучшее достижение — 13-е место в 7 зоне второй лиги в 1981 году.

### Казахстанский период
В 1992 году команда заняла 19-е место среди 24 команд высшей лиги первого Чемпионата Казахстана по футболу.
В 1993—1997 годах не выступала ввиду отсутствия денежных средств.
В 1998 году по поручению нового акима области Даниала Ахметова были выделены деньги из бюджета на содержание команды. Выступать клуб имел право только в первой лиге. Сначала в Талдыкоргане состоялся предварительный этап, а затем в Алматинской области — финальный. В тех играх «Есиль» не играл в родных стенах. Заняв в финале предпоследнее место, получили право играть в 1999 году в высшей лиге чемпионата Казахстана, а вошедший в тройку сильнейших «Мунайши» такой возможности не получил.

#### 1999—2001
В 1999 году было подписано соглашение о сотрудничестве с Северо-Казахстанским филиалом компании «Аксесс-Индастриз», после чего команда была переименована в «Аксесс-Есиль».
Был назначен украинский тренер Владимир Стрижевский, который пригласил в команду необходимых ему игроков, в том числе и тех, с кем он работал на родине. В их числе были члены национальной сборной Казахстана Булат Есмагамбетов с Александром Фамильцевым, один из лучших воспитанников петропавловского футбола Олег Чухлеба с братом Юрием, бывший игрок «Алании» Игорь Авдеев, немало поигравший в высшей лиге чемпионата СССР Сергей Мазур и Борис Матвеев.
Из прошлогоднего состава в команде остались лишь Виктор Семёнов, Андрей Кель, Руслан Токкожин и Александр Гаузер.
После возрождения клуб дважды становился серебряным призёром в 1999 и 2000 годах и бронзовым призёром в 2001 году.
В течение периода с 2002 по 2008 годы клуб являлся крепким середняком Премьер лиги. Лучшим достижением этого периода стало 6-е место сезона 2004 года среди 19 команд.

#### 2009—2019
В сезоне 2009 года в связи с потерей единственного спонсора, и последовавшей вслед за этим потерей практически всего основного состава, клуб вынужден был играть большую часть сезона дублирующим составом. В итоге занял последнее место и выбыл из Премьер лиги Казахстана в Первую лигу.
В сезонах 2010—2012 годов клуб сделал ставку на местную молодёжь и занял 10—15 места, не сумев вернуться в Премьер лигу.
В 2013 году клуб был реорганизован, и переименован в «Кызыл-Жар СК». В клубе сменилось руководство, был приглашён ряд опытных игроков. Команда показала лучший результат за время пребывания в Первой лиге, заняв 4-е место.
На сезон 2014 года была поставлена задача минимум занять призовое место, однако команда результата не показала. В итоге во второй половине сезона в клубе произошла смена руководства и тренерского штаба.
На сезон 2015 года была поставлена задача — выход в Премьер-лигу. Главным тренером был назначен казахстанский специалист Владимир Фомичёв. Состав изменился почти полностью. Команду пополнил ряд опытных игроков. В частности, в прошлом игроки национальной сборной Али Алиев, Роман Нестеренко и Максим Жалмагамбетов. Также были приглашены легионеры: опытный молдавский полузащитник Игорь Костров, игрок сборной ЦАР Мусса Лимане и сенегальский защитник Эльхаджи Ндойе. Кроме того, в команде остался её лучший бомбардир прошлого сезона — грузинский форвард Давити Чагелишвили. В трансферное окно команду пополнил защитник сборной Армении Артём Хачатуров. Команда в очередной раз не показала стабильной игры и провалила задачу на сезон. Переиграв конкурентов и дома и на выезде и при этом проиграв ряд матчей второго круга аутсайдерам, в частности в предпоследнем туре «Байтереку», не имевшему вообще ни одной победы в сезоне, клуб потерял шансы на первое и второе места, в итоге закончив сезон лишь на четвёртом месте.
На сезон 2016 основной задачей был заявлен выход в Премьер-лигу. Руководство и тренерский штаб изменений не претерпели. От прошлогоднего состава в команде осталось 6 игроков. Помимо местных воспитанников, остались лишь Али Алиев и Роман Нестеренко. Команду пополнил ряд игроков первой и Премьер-лиги, среди которых значительными фигурами являлись российский форвард Сергей Струков и один из успешных местных воспитанников Евгений Аверченко. В качестве легионеров были приглашены также центральный защитник сборной Туниса Валид Хишри и боснийский нападающий Бошко Ступич. На старте сезона в матчах Кубка Казахстана клуб стал единственным представителем первой лиги, преодолевшим 1/8. В четвертьфинале соперником стал чемпион страны и участник групповой стадии Лиги чемпионов — ФК «Астана» (2:3). В первенстве первой лиги с первых туров команда оказалась в числе лидеров. Далее последовали серьёзные проблемы с составом — травмированными один за одним оказались почти все лидеры команды. Полоса травм преследовала игроков команды до самого конца сезона, усиления состава в период дозаявок результата не дали. Очковые потери привели в итоге на третью строчку турнирной таблицы. По окончании сезона началась масштабная реконструкция основной арены клуба.
Сезон 2017 года больших изменений не принёс. Клуб боролась за путёвку в премьер-лигу, параллельно развивая необходимую инфраструктуру. Основной костяк игроков в целом сохранился. Ушёл в клуб дивизионом выше Сергей Струков, завершили игровую карьеру Евгений Аверченко и Роман Нестеренко. Значимыми приобретениями стали опытный голкипер из Уральска Роман Багаутдинов и малийский центральный защитник Мамуту Кулибали. 24 сентября за 5 туров до окончания первенства первой лиги Кызыл-Жар-СК стал фактически недосягаем для конкурентов за вторую путёвку в КПЛ. Таким образом, спустя 8 лет Петропавловск добился возвращения в элитный дивизион казахстанского футбола, 25 сентября 2017 босниец Бошко Ступич с результатом 13 забитых мячей стал лучшим бомбардиром первенства.
В 2018 после 8-летнего перерыва «Кызыл-Жар СК» стартовал в КПЛ. Основная задача на сезон — закрепиться в элитном дивизионе. Главным тренером стал болгарский специалист Никола Спасов. Костяк команды был практически сохранён. Покинул команду малиец Мамуту Кулибали, но для усиления состава приглашён ряд опытных легионеров: грузины Шота Григолашвили, Гогита Гогуа, Георгий Попхадзе, балканцы Михаил Венков, Урош Делич и Братислав Пуношевац, также парагваец Фредди Коронель. Но 24 мая болгарский тренер Никола Спасов покинул команду из-за неудачного старта — 2 победы, 2 ничьи и 8 поражений. Его заменил в июне один из самых титулованных казахстанских футболистов — 4-кратный чемпион Казахстана Андрей Кучерявых. В летнее трансферное окно команду покинули 9 игроков, в том числе возрастные Гогуа, Михаил Венков, Пуношевац и Бошко Ступич. Пополнил состав ряд игроков, наиболее заметными среди которых являются уже хорошо известные в КПЛ форварды Момоду Сисей и Мирослав Лечич. Команда за два тура до окончания чемпионата занимала 8-е место, имея в активе 35 очков, которые в прошлые сезоны гарантировали бы сохранение прописки. Но провалив последние два тура за счёт худшей разницы забитых и пропущенных мячей, скатилась до 11-го места и покинула КПЛ.
В январе 2019 главным тренером команды был назначен капитан и ветеран команды Али Алиев. Команду покинул ряд лидеров, в том числе и местные воспитанники Сергей Скорых и Тимур Мульдинов. Из легионеров остались Шота Григалашвили, Урош Делич и Максим Драченко. Было пригласить большую группу дублёров как местной футбольной школы, так и других городов Казахстана. Перед командой была поставлена задача — возвращение в Премьер-лигу. За неуверенным стартом последовала 9-матчевая беспроигрышная серия. По итогам первого круга команда заняла вторую строчку. В летнее трансферное окно команду покинул Урош Делич и основной вратарь Тимурбек Закиров. Место в воротах и центре обороны заняли ещё два молодых новобранца — Олег Грубов и Алибек Касым. Атаку усилил Сисей, вернувшийся из аренды. Во втором круге команда пропускала лишь в двух матчах, выдав 12-матчевую беспроигрышную серию с общим счётом 33-1. Итогом стали золотые медали первенства первой лиги и путёвка в Премьер-лигу-2020. Али Алиев был признан лучшим тренером первой лиги 2019. В декабре по истечении срока действия контракта Али Алиев покинул клуб.

#### С 2020 года
В январе 2020 главным тренером команды был назначен молдавский специалист Вячеслав Руснак. Команда сохранила «костяк», вернулись Сергей Скорых, Тимур Мульдинов, Александр Соколенко и Урош Делич. Был приглашён ряд игроков: вратарь Мирослав Лобанцев, защитники Игорь Губанов и Михаил Платика и нападающий Иван Маркелов. Помимо россиян команду пополнили Терентий Луцевич, Витаутас Андрюшкявичус, Габрьель Энаке, Мусса Коне, Тамаз Цецхладзе и Игорь Зенькович. В трансферное окно команду покинули Луцевич, Цецхладзе и Бакдаулет Кожабаев, чуть позже к ним присоединился Энаке. Пополнили состав Артём Барановский, Пабло Подио и Руслан Корян. Команда за три тура до окончания чемпионата обеспечила себе прописку в высшем дивизионе на следующий сезон. Дублирующий состав занял первое место в северной группе второй лиги, и получил путёвку в первую лигу. В конце декабря по семейным обстоятельствам Руснак досрочно расторг контракт и покинул клуб.
8 января 2021 года главным тренером был назначен Андрей Карпович. Покинули клуб Делич, Сисей, Барановский, Андрюшкявичус, Платика, Губанов, Маркелов, Корян, Грубов и Цырин. Были приглашены вратарь Алмат Бекбаев, Руслан Есимов, Дмитрий Шмидт и Алтынбек Сапаров, Олег Мурачёв, Валерий Каршакевич,Юрий Бушман, Эрнист Батырканов, Роман Чантурия, Дарко Зорич и Алмейда Алвес Данило. По ходу сезона команду покинули Аитов, Гунченко, Батырканов, Чантурия, Данило Алвес и Шота Григалашвили. Для усиления состава был приглашён ещё ряд игроков атаки — Карлос Фонсека, Семир Смайлагич, Павел Яковлев и защитник Сергей Бугриев. Команда практически весь сезон имела все шансы завоевать комплект медалей. Итогом стало 4-е место, что является лучшим результатом за 20 лет.
Перед сезоном 2022 года команду покинули Драченко, Бекбаев, Фонсека, Смайлагич, Бугриев, Сапаров, Даиров и Касым. Вернулся в команду воспитанник петропавловской школы голкипер Владимир Логиновский. Команду пополнило большое количество иностранных новичков. Это бразильцы Жиан Мартинш и Лукас Кордосо, россияне Евгений Козлов, Андрей Панюков, Александр Довбня, белорусы Сергей Тихоновский и Кирилл Сидоренко, серб Стефан Живкович и экс нападающий сборной Конго Жордан Н’Кололо. Из казахстанцев заявку пополнил защитник Марк Гурман и перспективная молодёжь — Алмас Измайлов, Адилов Альдаир, Алишер Сулейменов. Из-за запланированной реконструкции стадионов «Карасай» и «Жастар» до июля домашние матчи было решено принимать на столичной «Астана-Арене», дубль стал базироваться в Кокшетау. За первые 8 туров было набрано всего 6 очков. Исправлять ситуацию был приглашён Али Алиев. Команду покинули Кардосо, Панюков, Довбня, Сидоренко, Живкович, Н’Кололо и Есимов. Перед еврокубковым дебютом команду усилили Еркин Тапалов, Матео Мужек и Элгуджа Лобжанидзе. Во втором раунде Лиги конференций был обыгран хорватский «Осиек», в третьем команда уступила «Апоэлю». В чемпионате до последнего тура команда боролась за выживание.
В межсезонье 2023 года «Кызыл-Жар» покинули практически все игроки основного состава за исключением Бушмана и Тапалова. Тренерский штаб во главе с Али Алиевым провёл большую селекционную работу в результате которой в команду пришли два новых вратаря — Роман Степанов и Джурахон Бабаханов. Линию обороны пополнили Иван Граф, Никита Наумов, Брайан Ван Ден Богарт, Ардак Саулет и Бекзат Шадманов. Полузащиту усилили Рафаэль Сабино, Младен Веселинович, Лука Имнадзе, Евгений Берёзкин и Марат Шахметов. В качестве нападающих приглашены Тамаз Макацария, Пернамбуко и вернувшийся из аренды местный воспитанник Артём Черединов. Домашние матчи было решено проводить на обновлённом поле стадиона «Жастар». Стартовый отрезок чемпионата оказался очень удачным. В четвёртом туре «Кызыл-Жар» возглавил турнирную таблицу. За шесть первых туров команда набрала максимальное количество очков — 18, беспроигрышная серия продлилась до 8-го тура, и по итогам 9-го тура клуб возглавлял турнирную таблицу. Затем последовали кадровые проблемы, которые привёли к спаду. По разным причинам команду покинули Рафаэль Сабино, Черединов, Макацария, Пернамбуко и Ван Ден Богарт. В команду вернулся Пабло Подио, а также были приглашены Дарко Булатович, Борис Цмилянич и Дмитрий Хлёбас, но изменить ситуацию не удалось. В итоге команда смогла лишь повторить результат 2021 года в 39 очков, при этом заняла только 5-е место и в еврокубки не пробилась.
Сезон-2024 команда начала 10 января со сборов в Турции. Задача на сезон — попадание в зону еврокубков. В межсезонье клуб покинули 12 игроков основного состава. Также клуб успел подписать опытного защитника Владислава Сорокина и нападающего Алексея Щебетуна, а также молодого вратаря Александра Довгаля и полузащитника Мади Хасейна. В феврале на вторых сборах в Турции клуб принял участие в «Кинопоиск FNL Camp» и стал его победителем. По ходу сборов команду пополнили защитники Зоран Нижич и Улар Жаксыбаев, полузащитники Рубен Брижиду и Ираклий Бугридзе и нападающий Шокан Абзалов. Помимо этого вернулись три лидера прошлогоднего состава — Брайан Ван Ден Богарт, Рафаэль Сабино и Лука Имнадзе. 20 марта клуб объявил об уходе Григория Лория с поста президента клуба. 26 марта в качестве нового директора клуба был представлен авторитетный казахстанский специалист — Николай Панин. Перед третьим туром в клуб вернулся Юрий Бушман. В летнее трансферное окно команду покинули Ван Ден Богарт, Цмилянич, Бугридзе. В качестве усиления приглашены Душан Йованчич, Сенин Себаи, Андрия Дрльо и Артём Литвяков. Тренером по физической подготовке вместо Сергея Клушанцева назначен известный белорусский специалист Руслан Зубик. Серии поражений не позволили выполнить поставленную задачу и подняться выше итогового 9-го места.
6 января 2025 главным тренером клуба назначен белорусский специалист Александр Бразевич. От прошлогоднего состава остались только местные воспитанники, а также Бабаханов, Шадманов, Сабино, Себаи. Вернулся Дарко Зорич и экс-капитан команды Мирослав Лобанцев. Всего к началу сезона в заявке числилось 25 игроков, в том числе 15 казахстанцев, наиболее опытными из которых являются Дмитрий Мирошниченко, Арсен Буранчиев, Андрей Ульшин, Руслан Валиуллин, Самат Жарынбетов и Токтар Жангылышбай. Число иностранцев пополнили Анатолий Козленко, Александр Нойок, Андрей Васильев, Илия Мартинович, Абдул Азиз Туре, Нене Гбамбле и Мишель Као. За четыре первых тура команда набрала два очка, в результате чего Бразевич был отправлен в отставку, а и. о. главного тренера стал Юрий Чухлеба. 13 апреля главным тренером назначен Милич Чурчич

## Статистика выступлений (с 1992)
| Год  | Лига | Место | И  | В  | Н  | П  | Мячи  | Бомбардиры |
| ---- | ---- | ----- | -- | -- | -- | -- | ----- | --- |
| 1992 | I    | 19    | 18 | 9  | 2  | 7  | 43-26 | Радик Байбурин — 19, Сергей Кондрацкий — 18                                                                                            |
| 1998 | II   | 4     | 4  | 0  | 2  | 2  | 1-4   | Валеев Айдар — 1 |
| 1999 | I    | 2     | 30 | 23 | 3  | 4  | 56-19 | Игорь Авдеев — 13, Булат Есмагамбетов — 11, Колода Вячеслав — 8                                                                        |
| 2000 | I    | 2     | 28 | 24 | 2  | 2  | 59-10 | Игорь Авдеев — 10, Муслим Агаев — 9, Владимир Байрамов — 7                                                                             |
| 2001 | I    | 3     | 32 | 21 | 6  | 5  | 51-16 | Александр Шатских — 8, Муслим Агаев — 7, Ойбек Усманходжаев — 7                                                                        |
| 2002 | I    | 9     | 32 | 10 | 7  | 15 | 31-35 | Сергей Кондрацкий — 10 |
| 2003 | I    | 11    | 32 | 10 | 6  | 16 | 42-53 | Виктор Зубарев — 7, Колода Вячеслав — 6                                                                                                |
| 2004 | I    | 6     | 36 | 18 | 5  | 13 | 53-40 | Арам Восканян — 11, Виктор Зубарев — 9, Андрей Гузенко — 7, Игорь Швыдько — 6                                                          |
| 2005 | I    | 7     | 30 | 15 | 3  | 12 | 38-25 | Арам Восканян — 9 |
| 2006 | I    | 12    | 30 | 8  | 9  | 13 | 20-37 | Арам Восканян — 8 |
| 2007 | I    | 11    | 30 | 8  | 13 | 9  | 24-28 | Арам Восканян и Евгений Аверченко — 5                                                                                                  |
| 2008 | I    | 13    | 30 | 4  | 12 | 14 | 21-42 | Арам Восканян и Евгений Аверченко — 4                                                                                                  |
| 2009 | I    | 14    | 26 | 3  | 4  | 19 | 14-56 | Руслан Мухамеджанов — 3 |
| 2010 | II   | 10    | 34 | 14 | 4  | 16 | 44-57 | Станислав Шуляк — 8, Николай Соломин — 7                                                                                               |
| 2011 | II   | 15    | 32 | 7  | 10 | 15 | 34-56 | Роман Селивёрстов — 10 |
| 2012 | II   | 11    | 30 | 11 | 7  | 12 | 36-43 | Тимур Мульдинов — 8, Артём Дели — 7 |
| 2013 | II   | 4     | 34 | 20 | 5  | 9  | 52-34 | Александр Згура — 16, Давити Чагелишвили — 9                                                                                           |
| 2014 | II   | 9     | 28 | 12 | 1  | 15 | 41-45 | Давити Чагелишвили — 10 |
| 2015 | II   | 4     | 24 | 14 | 4  | 6  | 41-19 | Давити Чагелишвили — 10 |
| 2016 | II   | 3     | 28 | 14 | 9  | 5  | 45-25 | Бошко Ступич — 13, Сергей Струков — 12                                                                                                 |
| 2017 | II   | 2     | 24 | 13 | 5  | 6  | 37-22 | Бошко Ступич — 13, Тимур Мульдинов — 8                                                                                                 |
| 2018 | I    | 11    | 33 | 10 | 5  | 18 | 27-48 | Тимур Мульдинов — 8 |
| 2019 | II   | 1     | 26 | 17 | 7  | 2  | 58-15 | Максим Драченко — 13, Павел Кривенцев — 11, Шота Григалашвили — 9, Момоду Сисей — 7                                                    |
| 2020 | I    | 9     | 20 | 6  | 5  | 9  | 15-24 | Тимур Мульдинов — 3, Максим Драченко — 3, Шота Григалашвили — 3                                                                        |
| 2021 | I    | 4     | 26 | 11 | 6  | 9  | 32-24 | Алибек Касым — 7, Дарко Зорич — 5, Данило Алвес — 3, Валерий Каршакевич — 3, Максим Драченко — 3, Юрий Бушман — 2, Тимур Мульдинов — 2 |
| 2022 | I    | 10    | 26 | 7  | 9  | 10 | 33-32 | Юрий Бушман — 7, Элгуджа Лобжанидзе — 7, Дарко Зорич — 6, Жиан Мартинс — 3, Мусса Коне — 2, Валерий Каршакевич — 2                     |
| 2023 | I    | 5     | 26 | 11 | 6  | 9  | 25-23 | Максим Чиканчи, Лука Имнадзе, Пернамбуко — 4, Евгений Берёзкин — 3, Борис Цмилянич — 2                                                 |
| 2024 | I    | 9     | 24 | 8  | 5  | 11 | 29-26 | Евгений Берёзкин — 7, Сенин Себаи — 5, Лука Имнадзе — 4, Алексей Щебетун — 3, Рафаиль Оспанов, Борис Цмилянич — 2                      |

## Достижения

### Клуб
Премьер-лига
- Финалист Кубка Казахстана: 1999/00
- Серебряный призёр Чемпионата Казахстана: 1999, 2000
- Бронзовый призёр Чемпионата Казахстана: 2001

Первая лига
- Бронзовый призёр Первой лиги: 2016
- Серебряный призёр Первой лиги: 2017
- Чемпион Первой лиги: 2019

Вторая лига
- Дублирующий состав — Победитель северной группы (золотые медали) Второй лиги: 2020

### Игроки
Футболист года:
- Игорь Авдеев (2) — 1999, 2000.

## Выступления в еврокубках
| Сезон   | Турнир                | Раунд        | Соперник | Дома | В гостях | Общий счёт |  |
| ------- | --------------------- | ------------ | -------- | ---- | -------- | ---------- |  |
| 2022/23 | Лига конференций УЕФА | Второй раунд | Осиек    | 1:2  | 2:0      | 3:2        |  |
| 2022/23 | Лига конференций УЕФА | Третий раунд | АПОЭЛ    | 0:0  | 0:1      | 0:1        |  |

## Тренерский штаб
| Должность                       | Имя                |
| ------------------------------- | ------------------ |
| Директор клуба                  | Николай Панин      |
| Главный тренер                  | Милич Чурчич       |
| Ассистент главного тренера      | Юрий Чухлеба       |
| Ассистент главного тренера      | Иван Евич          |
| Тренер по физической подготовке | Евгений Кресик     |
| Тренер вратарей                 | Александр Петухов  |
| Ассистент главного тренера      | Азат Нургалиев     |
| Спортивный директор             | Вячеслав Колода    |
| Врач                            | Вадим Иванов       |
| Массажист                       | Антон Бауэр        |
| Начальник команды               | Виктор Ставский    |
| Администратор                   | Куаныш Капез       |
| Администратор                   | Александр Науменко |

## Состав
| 1  | Флаг Казахстана   | Вр  | Джурахон Бабаханов   | 1991 |  |  |  |  |  |
| 32 | Флаг Казахстана   | Вр  | Вадим Петров         | 2000 |  |  |  |  |  |
| 41 | Флаг России       | Вр  | Мирослав Лобанцев    | 1995 |  |  |  |  |  |
|    |                   |     |                      |      |  |  |  |  |  |
| 2  | Флаг Казахстана   | Защ | Александр Лебедев    | 2005 |  |  |  |  |  |
| 4  | Флаг Казахстана   | Защ | Бекзат Шадманов      | 1997 |  |  |  |  |  |
| 6  | Флаг Черногории   | Защ | Илия Мартинович      | 1994 |  |  |  |  |  |
| 9  | Флаг Казахстана   | Защ | Руслан Валиуллин     | 1994 |  |  |  |  |  |
| 19 | Флаг Казахстана   | Защ | Асылбек Асан         | 2002 |  |  |  |  |  |
| 22 | Флаг Украины      | Защ | Анатолий Козленко    | 1993 |  |  |  |  |  |
| 25 | Флаг Кот-д’Ивуара | Защ | Абдул Азиз Туре      | 2002 |  |  |  |  |  |
| 44 | Флаг России       | Защ | Андрей Васильев      | 1992 |  |  |  |  |  |
| 77 | Флаг Казахстана   | Защ | Дмитрий Мирошниченко | 1992 |  |  |  |  |  |
|    |                   |     |                      |      |  |  |  |  |  |
| 5  | Флаг Бразилии     | ПЗ  | Рафаэль Сабино       | 1996 |  |  |  |  |  |
| 8  | Флаг Казахстана   | ПЗ  | Андрей Ульшин        | 2000 |  |  |  |  |  |

| 11 | Флаг Казахстана   | ПЗ  | Артём Черединов    | 1998 |  |  |  |  |  |
| 12 | Флаг Казахстана   | ПЗ  | Мади Жакипбаев     | 2000 |  |  |  |  |  |
| 14 | Флаг Казахстана   | ПЗ  | Самат Жарынбетов   | 1994 |  |  |  |  |  |
| 20 | Флаг Кот-д’Ивуара | ПЗ  | Мишель Као         | 2007 |  |  |  |  |  |
| 21 | Флаг Казахстана   | ПЗ  | Арсен Буранчиев    | 2001 |  |  |  |  |  |
| 28 | Флаг Черногории   | ПЗ  | Дарко Зорич        | 1993 |  |  |  |  |  |
| 55 | Флаг Украины      | ПЗ  | Александр Нойок    | 1992 |  |  |  |  |  |
| 84 | Флаг Кот-д’Ивуара | ПЗ  | Нене Гбамбле       | 2002 |  |  |  |  |  |
| 99 | Флаг Казахстана   | ПЗ  | Елисей Горшунов    | 2002 |  |  |  |  |  |
|    |                   |     |                    |      |  |  |  |  |  |
| 7  | Флаг Казахстана   | Нап | Тимур Мульдинов    | 1993 |  |  |  |  |  |
| 10 | Флаг Казахстана   | Нап | Токтар Жангылышбай | 1993 |  |  |  |  |  |
| 15 | Флаг Кот-д’Ивуара | Нап | Сенин Себаи        | 1993 |  |  |  |  |  |
| 79 | Флаг Казахстана   | Нап | Глеб Валгушев      | 2005 |  |  |  |  |  |

## Фарм-клуб
| 50 | Флаг Казахстана | Вр  | Ярослав Зайцев        | 2006 |  |  |  |  |  |
| 90 | Флаг Казахстана | Вр  | Аслан Байкадам        | 2005 |  |  |  |  |  |
| 99 | Флаг Казахстана | Вр  | Илья Ильин            | 2006 |  |  |  |  |  |
|    |                 |     |                       |      |  |  |  |  |  |
| 34 | Флаг Казахстана | Защ | Дархан Даулетбаев     | 2004 |  |  |  |  |  |
| 66 | Флаг Казахстана | Защ | Жаркын Мукушев        | 2002 |  |  |  |  |  |
| 70 | Флаг Казахстана | Защ | Акрам Оруджев         | 2003 |  |  |  |  |  |
| 74 | Флаг Казахстана | Защ | Илья Лагутин          | 2003 |  |  |  |  |  |
| 96 | Флаг Казахстана | Защ | Мирас Темирбаев       | 2006 |  |  |  |  |  |
|    |                 |     |                       |      |  |  |  |  |  |
| 23 | Флаг Казахстана | ПЗ  | Бауыржан Сайранов     | 2005 |  |  |  |  |  |
| 34 | Флаг Казахстана | ПЗ  | Дархан Жакин          | 2006 |  |  |  |  |  |
| 44 | Флаг Казахстана | ПЗ  | Темирлан Темирболатов | 2005 |  |  |  |  |  |

| 69 | Флаг Казахстана | ПЗ  | Никита Кравченко  | 2004 |  |  |  |  |  |
| 77 | Флаг Казахстана | ПЗ  | Алмаз Рамазанов   | 2003 |  |  |  |  |  |
| 83 | Флаг Казахстана | ПЗ  | Архат Акантай     | 2006 |  |  |  |  |  |
| 92 | Флаг Казахстана | ПЗ  | Сакен Ибадулла    | 2008 |  |  |  |  |  |
| 93 | Флаг Казахстана | ПЗ  | Никита Ильин      | 2006 |  |  |  |  |  |
|    |                 |     |                   |      |  |  |  |  |  |
| 15 | Флаг Казахстана | Нап | Бахтияр Ундурусов | 2005 |  |  |  |  |  |
| 20 | Флаг Казахстана | Нап | Руслан Пунько     | 2003 |  |  |  |  |  |
| 88 | Флаг Казахстана | Нап | Нурали Раушан     | 2006 |  |  |  |  |  |
| 91 | Флаг Казахстана | Нап | Диас Иргизбаев    | 2002 |  |  |  |  |  |
| 97 | Флаг Казахстана | Нап | Андрей Галкин     | 2005 |  |  |  |  |  |

## Последние трансферы
| Поз. | Игрок                   | Прежний клуб     |
| ---- | ----------------------- | ---------------- |
| Вр   | Мирослав Лобанцев***    | Женис            |
| Защ  | Абдул Азиз Туре***      | Сморгонь         |
| Защ  | Анатолий Козленко***    | Дордой           |
| Защ  | Асылбек Асан***         | Тараз            |
| Защ  | Андрей Васильев***      | Неман (Гродно)   |
| Защ  | Дмитрий Мирошниченко*** | Окжетпес         |
| Защ  | Илия Мартинович***      | Сутьеска         |
| ПЗ   | Александр Нойок***      | Атырау           |
| ПЗ   | Андрей Ульшин***        | Кайрат           |
| ПЗ   | Арсен Буранчиев***      | Кайрат           |
| ПЗ   | Артём Черединов**       | Женис            |
| ПЗ   | Дарко Зорич***          | Морнар           |
| ПЗ   | Елисей Горшунов***      | Окжетпес         |
| ПЗ   | Мади Жакипбаев***       | Хан-Тенгри       |
| ПЗ   | Мишель Као***           | свободный агент  |
| ПЗ   | Нене Гбамбле***         | Торпедо (Москва) |
| ПЗ   | Руслан Валиуллин***     | Тобол            |
| ПЗ   | Самат Жарынбетов***     | Ордабасы         |
| Нап  | Токтар Жангылышбай***   | Кайсар           |
| Нап  | Глеб Валгушев*          | Кайрат           |

| Поз. | Игрок                | Новый клуб      |
| ---- | -------------------- | --------------- |
| Вр   | Александр Довгаль*** | Тюмень          |
| ПЗ   | Артём Литвяков***    | Равшан          |
| Защ  | Владислав Сорокин*** | Лиепая          |
| Защ  | Зоран Нижич***       | Шибеник         |
| Защ  | Улар Жаксыбаев***    | Ордабасы        |
| Защ  | Юрий Бушман***       | свободный агент |
| ПЗ   | Андрия Дрльо***      | Горица          |
| ПЗ   | Ардак Саулет***      | Женис           |
| ПЗ   | Лука Имнадзе***      | Ордабасы        |
| ПЗ   | Мади Хасейн***       | Женис           |
| ПЗ   | Душан Йованчич**     | Астана          |
| ПЗ   | Евгений Берёзкин***  | Елимай          |
| ПЗ   | Рафаиль Оспанов***   | Шахтёр          |
| ПЗ   | Рубен Брижиду***     | свободный агент |
| Нап  | Алексей Щебетун***   | Зимбру          |
| Нап  | Шокан Абзалов***     | Атырау          |

* В аренду

** Из аренды

*** Свободный агент

## Главные тренеры
- Поротиков, Георгий Никитович (1968—1969)
- Ванюшкин, Анатолий Степанович (1970)
- Прохоров, Александр Владимирович (май 1979—1980)
- Ванюшкин, Анатолий Степанович (1981—1982)
- Гороховодацкий, Сергей Алексеевич (1983—1984)
- Галеев, Далрод Ибрагимович (1987—1988)
- Амирджанов, Артём Аркадьевич (1989—1992)
- Стуков, Виктор Павлович (1998)
- Стрижевский, Владимир Сергеевич (1999)
- Огай, Дмитрий Алексеевич (2000—2001)
- Остроушко, Леонид Константинович (2002, по июль)
- Рамазанов, Равиль Ганиевич (2002, с июля)
- Стрижевский, Владимир Сергеевич (2003, по июнь)
- Садуов, Ойрат Батаевич (июнь 2003—2006)
- Яровенко, Евгений Викторович (2007 — сентябрь 2008)
- Есмагамбетов, Булат Жолдасович (сентябрь 2008—2009)
- Чухлеба, Юрий Николаевич (2010)
- Стоякин, Николай Александрович (2011)
- Чухлеба, Юрий Николаевич (2012)
- Ледовских, Вячеслав Михайлович (2013)
- Глазунов, Эдуард Борисович (февраль — июнь 2014)
- Чухлеба, Юрий Николаевич (июнь 2014, и. о.)
- Линчевский, Владимир Викторович (2014, с июня)
- Фомичёв, Владимир Александрович (2015—2017)
- Спасов, Никола (2018, по май)
- Чухлеба, Юрий Николаевич (май — июль 2018, и. о.)
- Кучерявых, Андрей Александрович (2018, с июля)
- Алиев, Али Ханалиевич (2019)
- Руснак, Вячеслав Петрович (2020)
- Карпович, Андрей Владимирович (2021 — 29 апреля 2022)
- Алиев, Али Ханалиевич (29 апреля 2022 — 31 декабря 2024)
- Бразевич, Александр Вячеславович (6 января 2025 — 9 апреля 2025)
- Чухлеба, Юрий Николаевич (9 апреля — 13 апреля 2025, и. о.)
- Милич Чурчич (с 13 апреля 2025 — н. в.)

## Вторая команда
У клуба существует футбольный центр для подготовки резерва, а также фарм-клуб, на постоянной основе выступающий во второй лиге. В 2003—2005 годах команда «Есиль-Богатырь-2» играла в первой лиге. В период с 2010—2017 и в 2019 фарм-клуб отсутствовал. В сезоне 2020 «Кызыл-Жар СК М», завоевал золотые медали второй лиги и вышел в первую лигу, где сыграл один сезон в 2021.

## QJ League
С 2024 года клуб представлен в казахстанской QJ League. В 2024-м юниорская команда приняла участие в дивизионе Freedom QJ League u17 (B) и заняла 3-е место.